# Transvenidae
Transvenidae  zijn een familie van haakwormen, ongewervelde en parasitaire wormen die meestal 1 tot 2 cm lang worden. Ze komen algemeen voor in het maag-darmstelsel van ongewervelden, vissen, amfibieën, vogels en zoogdieren. De wetenschappelijke naam van de familie werd voor het eerst geldig gepubliceerd in 2001 door Pichelin & Cribb.

## Taxonomie
De volgende geslachten zijn bij de familie ingedeeld:
- Pararhadinorhynchus Johnston & Edmonds, 1947
- Paratrajectura Amin, Heckmann & Ali, 2017
- Trajectura Pichelin & Cribb, 2001
- Transvena Pichelin & Cribb, 2001